# Lauwerecht
Lauwerecht est un quartier de la ville néerlandaise d'Utrecht, dans la province d'Utrecht. En 2008, Lauwerecht comptait 1 750 habitants.

## Géographie
Le quartier de Lauwerecht est situé dans la partie nord-est de la ville d'Utrecht.

## Administration
Du 1er janvier 1818 au 1er août 1823, Lauwerecht fut une commune indépendante, créée par démembrement de la commune d'Utrecht. En 1823 elle a été définitivement rattachée à Utrecht.